# Globus (группа)
Globus (Globus Music) — музыкальный проект продюсера и композитора Йоава Горена, микс музыкантов и вокалистов, а также коммерческое имя компании музыкального продакшена Immediate Music. Главные композиторы: Йоав Горен и Джеффри Феймен.
Globus был создан в 2006 году в ответ на просьбы к Immediate Music сделать доступными свои композиции для широкой общественности на обычных CD.
Группа «Globus» объединяет драматичную, кинематографическую, эпическую оркестрово-хоровую музыку с современными и мировыми музыкальными стилями и ритмами (рок, поп, классика и этника). Являются пионерами нового жанра — эпического рока (Epic Rock), также называют кинематографическим роком (Cinematic Rock).

## История
Проект Globus родился из-за любви композитора Йоава Горена к драматичной, эпической и кинематографической музыке. Композитор и продюсер Йоав Горен сделал карьеру из своей страсти: он совладелец Immediate Music, музыкальной компании, специализирующейся на музыке к трейлерам фильмов. Горен взял лучшие, волнующие душу, трейлерные композиции и смешал их с современными стилями и вокалом для создания альбома Epicon. Для этого он переработал их, сделал новую аранжировку, добавил к некоторым слова.
Epicon, дебютный альбом Globus, был выпущен 24 июля 2006 года в ограниченном количестве только в Великобритании через Universal Music. В течение тестового запуска было продано более 10 тысяч копий. В записи альбома участвовало 100 единиц оркестра и 70 участников хора.
Первый сингл «Prelude (On Earth As In Heaven)» вышел 11 июля 2006 года. Также был снят клип.
Мировая концертная премьера Globus состоялась 26 июля 2006 года в The Grand Hall (Уэмбли, Лондон). Они исполнили свои композиции из альбома Epicon. На сцене было 50 участников хора, 60 единиц оркестра и рок-музыкант мирового класса Mark Richardson из рок-группы Feeder на ударных.
После успешного «тестового» запуска в Великобритании альбом Epicon вышел в США 26 августа 2008 года. Альбом претерпел некоторые изменения, в первую очередь новые миксы некоторых песен, также новый мастеринг. Отсутствуют 3 композиции: «Crusaders Of The Light», «Illumination», «Porque Te Vas (Globus Version)». Изменены две композиции: «Orchard Of Mines (Radio Edit)», «Europa (Single Mix)». Присутствует концертная версия «Orchard Of Mines — Live At Wembley».
Концертный фильм «Globus — Live At Wembley» транслировался в начале 2008 года на Sky TV в Великобритании, а DVD был выпущен 28 июля 2008 года.
3 февраля 2009 года Globus выпустил первый американский сингл «Orchard Of Mines» (прим. второй сингл в мире), который быстро получает похвалу и множество радио-ротации по всей стране. Сингл «Orchard of Mines» более 9 недель был в чарте Billboard «Hot Singles», заняв 12 строчку, также занял 8 строчку в NMW’s Top 40 Radio Airplay List. Также был снят клип.
27 июня 2009 года Immediate Music организовала концерт под названием «Trailer Music Live» в The Broad Theatre (Санта-Моника). Симфонический оркестр вместе с хором исполняли композиции из музыкальной библиотеки Immediate Music, также на сцене присутствовала группа Globus, которая исполнила несколько композиций из своего альбома Epicon. На сцене было представлено более 100 исполнителей.
3 февраля 2010 года Globus выпустил концертный альбом EPIC LIVE!, включавший записи с концерта в The Grand Hall (Уэмбли, Лондон) и с концерта «Trailer Music Live» в Санта-Монике, а также композиции из альбомом Epicon и Break From This World.
Globus выпустил три музыкальных клипа на песни из альбома «Epicon»: «Orchard Of Mines» (19 февраля 2009), «Prelude (On Earth As In Heaven)» и «Spiritus Khayyam».
15 декабря 2010 года Йоав Горен объявил песню, победившую в конкурсе Globus Songwriting Contest (с англ. — «Конкурс песен Globus»). Победила песня «Black Parade», написанная на основе композиции «Divide and Conquer» из альбома TfO&C 3.
Второй студийный альбом Break From This World вышел 26 августа 2011 года.
Третий сингл «Wyatt Earth» вышел 16 августа 2011 года.
На 15 сентября 2011 года Globus анонсировала выход песенника «Epicon» для пианино, гитары, вокала и хора, который поступил в продажу 14 июня 2012 года. В песенник вошли 12 песен из альбома Epicon (прим. все песни кроме «Porque Te Vas (Globus Version)» и «Spiritus Khayyam»).
25 мая 2012 года вышел музыкальный клип на песню «Save Me» из альбома Break From This World.
6 июля 2012 года вышел мини-альбом Studio Live 2012, на котором присутствуют две в живую исполненные Райаном (Ryan Hanifl) в студии песни «Wyatt Earth» и «One Truth».
29 августа 2012 года вышел музыкальный клип на песню «Doomsday» из альбома Break From This World. Клип был смонтирован из видеоматериалов пяти финалистов конкурса «Doomsday Fan Video Contest»: Daryl Daz Atherton (Великобритания), Alejandro De La Garza (Мексика), Dmitry Lomonosov (Россия), Alex Surowitz (США), Justin Suttles (США).

## Участники
Главный исполнитель британец Daniel Pursey после школы работал инженером для очень успешного продюсера Steve Mac. Daniel Pursey (25) наткнулся на проект «Globus» случайно. После просмотра трейлера к фильму «Авиатор» Daniel Pursey был поражён музыкой (композицией «Wyatt’s Torch»). Он связался с композитором, которым являлся Yoav Goren, и попросил разрешение на переработку трека для песни («Wyatt Earth») своей группы. Yoav Goren согласился. Теперь Daniel Pursey является участником проекта «Globus». Daniel Pursey исполняет 5 композиций и играет на гитаре в альбоме «Epicon», также является соавтором песни «Orchard Of Mines». В альбоме «Break From This World» Daniel Pursey исполняет 2 композиции и является соавтором песни «Wyatt Earth».
- Yoav Goren — композитор, продюсер, пианист, вокал, бэк-вокал
- Jeffrey Fayman — композитор, пианист
- Daniel (Dann) Pursey (Dann P) — вокал, электрогитара
- Anneke Van Giersbergen — вокал, бэк-вокал
- Лизбет Скотт — вокал
- Scott Ciscon — вокал, бэк-вокал
- Shadia — вокал
- Terry Wood — вокал
- Christine Navarro — вокал
- Ryan Hanifl — вокал
- Jane Runnalls — вокал, бэк-вокал
- Tal Badani — вокал, акустическая гитара и электрогитара
- Matt Bissonette — бас-гитара
- Gregg Bissonette — ударные
- Tate Simms — бас-гитара и электрогитара
- The Northwest Sinfonia (orchestra and choir) (Seattle, Washington, USA)
- IGAR Orchestra (London)
- The Purcell Singers (chamber choir) (London)
- Larry Groupé — дирижёр

## Дискография

### Альбомы

#### Epicon (2006)
Альбом вышел в Великобритании в 2006 году. В США альбом вышел на CD 26 августа 2008 года и в iTunes: 7 августа 2008 года.
Трек-лист
| №                   | Название | Текст песни                         | Музыка                                      | Исполнитель                                                                                      | Длительность |
| ------------------- | --- | ----------------------------------- | ------------------------------------------- | ------------------------------------------------------------------------------------------------ | ------------ |
| 1.                  | «Preliator» (источник «Lacrimosa» (TfO&C 1)) | Jeffrey Fayman / Yoav Goren         | Jeffrey Fayman / Yoav Goren                 | Lisbeth Scott                                                                                    | 4:28         |
| 2.                  | «Mighty Rivers Run» (источник «Where Mighty Rivers Run» (TfO&C 2)) | Yoav Goren / Anneke van Giersbergen | Yoav Goren / Gil Talmi                      | Anneke Van Giersbergen                                                                           | 5:13         |
| 3.                  | «Prelude (On Earth As In Heaven)» (источник «Prelude» (TfO&C 1)) | Yoav Goren                          | Yoav Goren                                  | Dann Pursey(вок.), Scott Ciscon(бэк-вок.)                                                        | 5:25         |
| 4.                  | «Spiritus Khayyam» (источник «Spiritus Sancte» (Horror/Sci-Fi 1) и «Spiritus Elektros» (TfO&C 1)) | Yoav Goren / Jeffrey Fayman         | Yoav Goren / Jeffrey Fayman                 | Shadia(вок.), Eli Bashari(бэк-вок.), Gila Bashari(бэк-вок.)                                      | 5:11         |
| 5.                  | «La Coronación» (источник «Coronation» (TfO&C 1)) | Yoav Goren                          | Yoav Goren                                  |                                                                                                  | 4:17         |
| 6.                  | «Europa» (источник «Electric Romeo» (TfO&C 2)) | Yoav Goren                          | Yoav Goren                                  | Dann Pursey(вок., бэк-вок.), Yoav Goren(бэк-вок.), Anne Ling(бэк-вок.), Rachel Staples(бэк-вок.) | 4:02         |
| 7.                  | «Diem Ex Dei» (источник «Lucius Dei» (TfO&C 2)) | Jeffrey Fayman                      | Jeffrey Fayman                              | Anneke Van Giersbergen, Christine Navarro                                                        | 6:03         |
| 8.                  | «Orchard Of Mines» (источник «Serenata» (TfO&C 1)) | Jeffrey Fayman / Daniel Pursey      | Jeffrey Fayman / Daniel Pursey              | Dann Pursey(вок.), Anneke Van Giersbergen(бэк-вок.)                                              | 5:08         |
| 9.                  | «Crusaders Of The Light» (источник «Crusade» (TfO&C 1)) | Yoav Goren                          | Yoav Goren                                  |                                                                                                  | 5:42         |
| 10.                 | «Madre Terra» (источник «Holy» (TfO&C 1)) | Frank Musker / Kaballa              | Yoav Goren                                  | Scott Ciscon(вок.), Rachel Staples(бэк-вок.)                                                     | 4:11         |
| 11.                 | «Illumination» (источник «Euphrates» (TfO&C 1)) | Frank Musker                        | Yoav Goren                                  | Terry Wood(вок.), Renee Massey(бэк-вок.), Sirsa Shekim(бэк-вок.)                                 | 5:43         |
| 12.                 | «Take Me Away» (источник «Armed by Faith» (TfO&C 2)) | Jeffrey Fayman                      | Jeffrey Fayman                              | Dann Pursey(вок., бэк-вок.), Yoav Goren(вок., бэк-вок.)                                          | 4:21         |
| 13.                 | «Sarabande Suite (Aeternae)» (источник «Angel Terreste» (TfO&C 2), «Redeemer» (TfO&C 2) и «Strength and Honor» (TfO&C 2) — в значительной степени основана на кавер-версии «Sarabande» («Сарабанда») Г. Ф. Генделя для фильма Стэнли Кубрика «Барри Линдон» (1975).) | Yoav Goren                          | Yoav Goren                                  | Dann Pursey(вок.), Rachel Staples(бэк-вок.)                                                      | 7:46         |
| 14.                 | «Porque Te Vas (Globus Version)» (кавер-версия поп песни 70-х исполнителя José Luis Perales) | José Luis Perales                   | José Luis Perales / Yoav Goren / Tal Badani | Tal Badani(вок., бэк-вок.)                                                                       | 4:06         |
| Общая длительность: | Общая длительность: | Общая длительность:                 | Общая длительность:                         | Общая длительность:                                                                              | 71:36        |

| №                   | Название                             | Длительность |
| ------------------- | ------------------------------------ | ------------ |
| 1.                  | «Take Me Away»                       | 4:06         |
| 2.                  | «Orchard Of Mines (Radio Edit)»      | 3:57         |
| 3.                  | «Preliator»                          | 4:28         |
| 4.                  | «Madre Terra»                        | 4:12         |
| 5.                  | «Europa (Single Mix)»                | 3:49         |
| 6.                  | «Diem Ex Dei»                        | 6:04         |
| 7.                  | «Spiritus Khayyam»                   | 4:46         |
| 8.                  | «La Coronacion»                      | 4:18         |
| 9.                  | «Prelude (On Earth As In Heaven)»    | 5:24         |
| 10.                 | «Mighty Rivers Run»                  | 5:13         |
| 11.                 | «Orchard Of Mines — Live At Wembley» | 4:15         |
| 12.                 | «Sarabande Suite (Aeternae)»         | 7:46         |
| Общая длительность: | Общая длительность:                  | 58:18        |

#### Break from This World (2011)
Оригинальная дата релиза CD: 26 августа 2011 года. Цифровой релиз: 6 сентября 2011 года.
Трек-лист
| №                   | Название                                                                            | Исполнитель                                 | Длительность |
| ------------------- | ----------------------------------------------------------------------------------- | ------------------------------------------- | ------------ |
| 1.                  | «The Promise» (источник «Atlas» (Trailer Beast: HL&O))                              | Anneke Van Giersbergen, Lisbeth Scott       | 7:36         |
| 2.                  | «Wyatt Earth» (источник «Wyatt's Torch» (Epic 3))                                   | Dann Pursey                                 | 6:04         |
| 3.                  | «Doomsday» (источник «Iron Warrior» (Trailer Beast: HL&O))                          | Lisbeth Scott                               | 3:36         |
| 4.                  | «A Thousand Deaths» (источник «Mercutio» (TfO&C 1) и «Grand Inquisition» (TfO&C 1)) | Ryan Hanifl, Shadia, Tal Badani             | 6:30         |
| 5.                  | «Save Me»                                                                           | Ryan Hanifl                                 | 5:55         |
| 6.                  | «In Memoriam» (источник «Journey to the Front» (TfO&C 3))                           | Scott Ciscon(вок.), Jane Runnalls(бэк-вок.) | 4:24         |
| 7.                  | «Manuela»                                                                           | Ryan Hanifl                                 | 4:40         |
| 8.                  | «Amazing Grace»                                                                     | Ryan Hanifl                                 | 4:53         |
| 9.                  | «Black Parade» (источник «Divide and Conquer» (TfO&C 3))                            | Dann Pursey, Jane Runnals                   | 5:18         |
| 10.                 | «One Truth»                                                                         | Lisbeth Scott                               | 6:29         |
| 11.                 | «Terminal»                                                                          |                                             | 7:21         |
| 12.                 | «Elegy» (источник «Age Of Discovery» (TfO&C 3))                                     | Ryan Hanifl, Jane Runnalls                  | 7:24         |
| Общая длительность: | Общая длительность:                                                                 | Общая длительность:                         | 70:10        |

### Синглы
- Prelude (On Earth As In Heaven) (2006)
- Orchard of Mines (2007)
- Wyatt Earth (2011)

### Концертные альбомы
- Epic Live! (2010)
- Studio Live 2012 (2012)

### Видеоальбомы
- Live at Wembley (2008)